# Ludovic Faure
 (mars 2021).
Ludovic Faure, né le 23 mai 1966 à Montélimar, est un pilote automobile de course français sur monoplaces, devenu pilote de camions en seconde partie de carrière.

## Palmarès

### Titres
- Volant Elf: 1986;
- Champion de France de Formule Renault Turbo: 1988, sur Martini MK54-Renault (8 victoires, 10 podiums, 8 poles et 5 meilleurs tours, pour la dernière saison avec turbos);
- 3e du championnat de France de Formule 3 : 1989, sur Dallara F389-Alfa Romeo (1 victoire);
- vice-champion de France de Formule 3 : 1990, sur Dallara F390-Alfa Romeo (2 victoires);
- Vice-champion de france de sport prototype en circuit 1993, Alfa Romeo, Norma
- Champion d'Europe Camions Classe A, en 1998 sur Mercedes-Benz Atego Renntruck;
  - vice-champion d'Europe de courses de camions, en 2004 catégorie Super-Race-Trucks sur Buggyra[1];

### Victoires notables
- Coupes de Pâques 1990, sur Dallara F390-Alfa Romeo (Formule 3);
- Nogaro et Val-de-Vienne 1993, sur Norma 91-Alfa Romeo (Coupe de France des circuits Sport-Protos)[2], Le Vigeant  sur Lucchini P3-91;
- Circuit de Spielberg (A1 Ring autrichien): 2000 (championnat d'Europe Trucks)[3];
- Remporte les 4 courses du week-end au Nurburgring en 1998 et deviendra champion d'Europe de course de camions FIA, Mercedes/Esso.